# 大久保敏彦
大久保 敏彦（おおくぼ としひこ、1937年6月13日 - 2006年3月2日）は、日本のフランス文学者、翻訳家。
神奈川県横浜市生まれ。1968年早稲田大学大学院文学研究科博士課程仏文専攻満期退学。1984年より日本大学教授を務めたが、在任中に呼吸不全のため死去。カミュを専門とし、ドイツ占領下フランスについても研究を行った。

## 翻訳
- 『さすらいの女』（コレット、二見書房、コレット著作集4） 1973
- 『カミユ論 人と作品』（アデル・キング、清水弘文堂） 1973
- 『行動の社会学』（アラン・トゥーレーヌ、合同出版） 1974
- 『カミュと神話の哲学』（モニック・クロシェ、清水弘文堂） 1978.1
- 『物語ローマ誕生神話』（ガイ・ド・トーリーヌ、植田祐次共訳、社会思想社、現代教養文庫） 1980.5
- 『伝記アルベール・カミュ』（H・R・ロットマン、石崎晴己共訳、清水弘文堂） 1982.7
- 『占領下のパリ文化人 反ナチ検閲官ヘラーの記録』（ゲルハルト・ヘラー、白水社） 1983.4
- 『対独協力の歴史』（ジャン・ドフラーヌ、松本真一郎共訳、白水社、文庫クセジュ） 1990.6
- 『カミュ 太陽の兄弟』（エマニュエル・ロブレス、柳沢淑枝共訳、国文社） 1999.12
- 『アルベール・カミュ、アルジェ - 『異邦人』と他の物語』（クリスティアーヌ・ショーレ=アシュール、松本陽正共訳、国文社） 2007.11

### ジャン・グルニエ
- 『存在の不幸』（ジャン・グルニエ、国文社） 1983.2
- 『自由の善用について』（ジャン・グルニエ、国文社） 1985.8
- 『人間的なものについて』（ジャン・グルニエ、国文社） 1986.3
- 『Xの回想』（ジャン・グルニエ、国文社） 1990.4
- 『エジプトだより』（ジャン・グルニエ、国文社） 1996.9
- 『エセー 日々の生活』（ジャン・グルニエ、国文社） 2001.7
- 『アルベール・カミュ 思い出すままに』（ジャン・グルニエ、国文社） 2004.7

### アルベール・カミュ
- 『カミュ=グルニエ往復書簡 1932 - 1960』（国文社） 1987.9
- 『カミュの手帖 1935 - 1959』（新潮社） 1992.8
- 『最初の人間』（アルベール・カミュ、新潮社） 1996.8
- 『転落』（カミュ、新潮文庫） 2003.4